# Селеніди
Селені́ди (рос. селениды, англ. selenides, нім. Selenide n pl) — сполуки селену з електронегативними елементами, в тому числі з металами.

## Загальна характеристика
Селеніди можна розглядати як похідні селеноводню H2Se, наприклад, Ag4SeS (мінерал агвіларит), Cu2Se (берцеліаніт). 
За властивостями і складом займають проміжне положення між телуридами і сульфідами, ближчі до останніх. 
Селеніди лужних металів розчинні у воді. На повітрі окиснюються. Схильні до утворення поліселенідів.

## Поширення у природі
Відомі мінерали-селеніди Fe, Pb, Zn, Cd, Ag, Cu, Bi, Hg, Co, Ni та ін. Зокрема, у мінеральних покладах зустрічаються:
- селенід бісмутовий (гуанахуатит, Bi2 (Se, S)3 або Bi2Se3);
- селенід кобальту (1. фребольдит; 2. суміш клаусталіту з кобальтитом і гематитом);
- селенід кобальту, нікелю й міді (тиреліт);
- селенід свинцевий (керстеніт, Pb[SeO4]);
- селенід цинку (штилеїт).

У природних умовах часто утворюються в ендогенних та екзогенних родовищах. Ідентифікуються складно внаслідок схожості з сульфідами. Рідкісні.

## Застосування
Селеніди — напівпровідники, що мають фоточутливість, застосовуються у фоторезисторах та фотоелементах, як лазерні матеріали, компоненти люмінофорів і термоелектричні матеріали.